# Dioctophymatida
Dioctophymatida  (лат.) — отряд нематод из класса Enoplea. 2 семейства, около 40 видов. Паразиты млекопитающих и птиц. На голове рецепторы в виде папилл; кутикула тела гладкая. Фаринкс цилиндрической формы. Амфиды, хвостовые железы и ренетта редуцированы. Оба пола обладают непарными половыми трубками. Промежуточными хозяевами могут быть малощетинковые черви или рыбы.
- Подотряд  Dioctophymatina Chitwood, 1933
  - Надсемейство Dioctophymatoidea Railliet, 1915
    - Dioctophymatidae Railliet, 1915 — 4 рода, 27 видов
      - Dioctophyma (=Dioctophyme Collet-Meygret, 1802)
      - Eustrongylides ägerskiöld, 1909
      - Hystrichis Dujardin, 1845
      - Neostrongyloides Rathore & Nama, 1988 — паразиты птиц (Dicrurus)

    - Soboliphymatidae Petrov, 1930 — 1 род, 10 видов
      - Soboliphyme Petrov, 1930 — паразиты бурозубок и кротов